# Subconsciously Unconscious
Subconsciously Unconscious – drugie demo z materiałem nagranym przez polski zespół thrashmetalowy Myopia w 2002 roku.

## Lista utworów
1. „Intronion” – 00:40
2. „The Ultra Control” – 04:36
3. „Abstract Imprisonment” – 06:49
4. „Experiment Of Elimination” – 02:34
5. „Imaginary Situation” – 04:46
6. „The Efficient Process” – 05:00
7. „Run: Shadow” – 06:24
8. „The Time Of The Worm” – 05:10
9. „Aristocratic Exterminator” – 06:00

## Twórcy
- Robert Kocoń[2] – śpiew, gitara basowa
- Bogdan Kubica[2] – perkusja
- Darek[2] – gitara elektryczna